# Équation différentielle de Bernoulli
Une équation différentielle de Bernoulli est une équation différentielle du premier ordre de la forme {\displaystyle y'(x)+a(x)y(x)=b(x)y^{m}(x)~}.

## Description
On considère donc l'équation :
où m est un réel différent de 0 et 1 et où a et b sont des applications définies sur un intervalle ouvert I de {\displaystyle \mathbb {R} } et à valeurs réelles. En général, {\displaystyle m} est un entier naturel, mais on peut prendre m réel à condition de chercher y à valeurs strictement positives. En général, a et b sont des fonctions continues.
Cette forme d'équation a été proposée par Jacques Bernoulli en 1695 et résolue un an plus tard par Leibniz grâce à un changement de fonction qui ramène à une équation différentielle linéaire.
En supposant que la fonction y est à valeurs strictement positives sur l'intervalle I, on peut diviser l'équation par ym(x) et on obtient 
{\displaystyle {\frac {y'(x)}{y^{m}(x)}}+a(x){\frac {1}{y^{m-1}(x)}}=b(x)}
On pose
{\displaystyle u(x)={\frac {1}{y^{m-1}(x)}}=y^{1-m}(x)}
donc
{\displaystyle u'(x)=(1-m)y^{-m}(x)y'(x)={\frac {(1-m)y'(x)}{y^{m}(x)}}.}
L'équation de Bernoulli sur y équivaut donc à l'équation différentielle linéaire d'ordre un sur u :
{\displaystyle {\frac {1}{1-m}}u'(x)+a(x)u(x)=b(x)}
dont la solution générale est
{\displaystyle u(x)=\exp \left(-(1-m)\int a(t)\mathrm {d} t\right)\left(C+(1-m)\int b(t)\exp \left((1-m)\int a(s)\mathrm {d} s\right)~\mathrm {d} t\right),}
ce qui donne pour la fonction {\displaystyle y=u^{1/(1-m)}} :
{\displaystyle y(x)=\exp \left(-\int a(t)\mathrm {d} t\right)\left(C+(1-m)\int b(t)\exp \left((1-m)\int a(s)\mathrm {d} s\right)~\mathrm {d} t\right)^{1 \over 1-m}}
La solution de cette équation qui passe par le point (x0 , y0) est la fonction y définie par :
{\displaystyle y(x)=y_{0}\exp \left(-\int _{x_{0}}^{x}a(t)\mathrm {d} t\right)\left(1+(1-m)y_{0}^{m-1}\int _{x_{0}}^{x}b(t)\left[\exp \left(-\int _{x_{0}}^{t}a(s)\mathrm {d} s\right)\right]^{m-1}~\mathrm {d} t\right)^{\frac {1}{1-m}}}.
Des solutions peuvent être cherchées parmi les fonctions qui ne sont pas partout positives sur leur domaine de définition, mais alors de nombreuses précautions doivent être prises quant aux domaines de validité des solutions.

### Sources et bibliographie
- (en) John E. Sasser, [PDF] - History of ordinary differential equations - The first hundred year
- J. Lelong-Ferrand et J.-M. Arnaudiès, Cours de mathématiques, tome 4